# Zelenîi Stav, Șîroke
Zelenîi Stav (în ucraineană Зелений Став) este un sat în comuna Cervone din raionul Șîroke, regiunea Dnipropetrovsk, Ucraina.

## Demografie
Componența lingvistică a localității Zelenîi Stav
     Ucraineană (92,2%)
     Rusă (7,8%)
Conform recensământului din 2001, majoritatea populației localității Zelenîi Stav era vorbitoare de ucraineană (92,2%), existând în minoritate și vorbitori de rusă (7,8%).